# Hymn Angoli
Angola Avante (Naprzód, Angolo) – hymn państwowy Angoli. 
Hymn obowiązuje od czasu uzyskania niepodległości Angoli od Portugalii w 1975. Słowa napisał Manuel Rui Alves Monteiro, a muzykę skomponował Rui Alberto Vieira Dias Mingao.
tekst w  języku portugalskim
Ó Pátria, nunca mais esqueceremos

Os heróis do quatro de Fevereiro.

Ó Pátria, nós saudamos os teus filhos

Tombados pela nossa Independência.

Honramos o passado e a nossa História,

Construindo no Trabalho o Homem novo,

Angola, avante!

Revolução, pelo Poder Popular!

Pátria Unida, Liberdade,

Um só povo, uma só Nação!

Levantemos nossas vozes libertadas

Para glória dos povos africanos.

Marchemos, combatentes angolanos,

Solidários com os povos oprimidos.

Orgulhosos lutaremos Pela Paz

Com as forças progressistas do mundo.

Angola, avante!

Revolução, pelo Poder Popular!

Pátria Unida, Liberdade,

Um só povo, uma só Nação!
tekst w  języku polskim
Ojczyzno, nigdy nie zatracimy pamięci

O wielkich bohaterach Czwartego Lutego.

Ojczyzno, oddajemy honory twym synom,

Którzy polegli za naszą niezależność.

Zaszczycamy przeszłą i naszą historię

Przez swą pracę nad budową Nowego Człowieka.

Naprzód, Angolo!

Rewolucja, siła ludu!

Zjednoczony Kraj, Wolność, 

Jeden Lud, jeden Naród!

Pozwólmy uwolnić nasze wolne głosy,

Dla sławy narodów Afryki.

Będziemy maszerowali, bojownicy Angoli,

W solidarności z ciemiężonymi narodami.

Będziemy walczyć wytrwale dla Pokoju,

Razem z postępowymi siłami świata!

Naprzód, Angolo!

Rewolucja, siła ludu!

Zjednoczony Kraj, Wolność, 

Jeden Lud, jeden Naród!